# 總國
總國，又作捄國，是日本上古時代坂東的一個地区。其轄境約為現在的千葉縣、茨城縣一帶。
在律令制之前，總國地域有阿波、長狹、須惠、馬來田、伊甚、上海上、菊麻、武社、下海上、印波、千葉等國造，這些國造的領地統稱總國。後來在534年，總國被分為上總國和下總國，其中下海上、印波、千葉之地合併為下總國，阿波、長狹、須惠、馬來田、伊甚、上海上、菊麻、武社之地合併為上總國。上總國的南部後來被分割出來，設置安房國。